# Heiko Vogel
Heiko Vogel (Bad Dürkheim, 21 de noviembre de 1975) es un entrenador de fútbol alemán. Actualmente está sin club.

## Carrera

### Bayern Múnich y Ingolstadt
Hizo su aprendizaje y se convirtió en profesor de deportes. Entre 1998 y 2007, trabajó en el Bayern Múnich Júnior como entrenador. Desde 2007 hasta 2009, trabajó como asistente de Thorsten Fink en el FC Ingolstadt 04.

### FC Basel
El 9 de junio de 2009, Fink fue nombrado nuevo entrenador del FC Basel y Vogel lo siguió como asistente de inmediato. Bajo Fink y Vogel Basel ganó la Copa de Suiza 2010 y la Superliga de Suiza en 2010 y 2011.
En octubre de 2011, Fink dejó el Basel para unirse al Hamburgo SV, por lo que Vogel fue nombrado como técnico interino. El 15 de octubre Basel derrotaría al FC Schötz por 5-1 en un partido por la Copa de Suiza. Tres días después caerían 0-2 ante el Benfica en la Liga de Campeones de la UEFA. El 7 de diciembre guio al Basel a los octavos de final de la Liga de Campeones tras vencer en fase de grupos al Manchester United por 2-1. El 22 de febrero de 2012 el equipo de Vogel vencería al Bayern Múnich por la mínima en los octavos de final, pero el conjunto bávaro a la postre terminó venciendo 7-0 al Basel el 23 de marzo, eliminando al equipo suizo.
Después de 11 partidos, cuatro de ellos en Liga de Campeones, con 8 victorias, 2 empates y 1 derrota, se confirmó a Vogel como entrenador. No obstante ese mismo año, sería reemplazado por Murat Yakin. Su último partido fue una victoria por 3-2 contra el Servette.

### Regreso al Bayern Múnich
Vogel volvería a entrenar a las categorías menores del Bayern Múnich antes de ser nombrado entrenador del filial. Sustituyó a Erik ten Hag que se convirtió en el director deportivo y entrenador del FC Utrecht. El primer entrenamiento como entrenador de la filial tuvo lugar el 11 de junio de 2015. Bayern II terminó la temporada 2015-16 en el sexto lugar. 
El 22 de febrero de 2017, se anunció que Vogel dejará el equipo de reserva al final de la temporada de mutuo acuerdo. El alemán renunció el 21 de marzo de 2017. Su último partido fue una derrota por 2-1 ante el 1860 Rosenheim.

### Sturm Graz
En diciembre de 2017, Sturm Graz presentó a Heiko Vogel como nuevo entrenador. Fue el sucesor de Franco Foda, quien dejó el club para entrenar a la Selección nacional de Austria. El alemán asumió su nuevo cargo el 1 de enero de 2018. En la temporada 2018-19, cuando el club se mantenía octavo en la liga después de 13 jornadas, Vogel fue despedido el 5 de noviembre de 2018.

### KFC Uerdingen
El 30 de abril de 2019, Vogel se hizo cargo del KFC Uerdingen 05, reemplazando al entrenador interino Frank Heinemann. En aquel momento, el equipo estaba a 3 partidos del final de la temporada con 8 puntos de ventaja sobre una zona de descenso en la mitad de la tabla. Vogel y el equipo finalizaron la temporada en el puesto 11. Después de la 9.ª jornada de la temporada 2019-20, Vogel fue despedido del club en septiembre del mismo año.

### Borussia Mönchengladbach II
El 26 de mayo de 2020, se convirtió en el entrenador del Borussia Mönchengladbach II, que jugaba en la Regionalliga West. El 18 de mayo de 2021 se anunció su salida tras la finalización de la temporada.

### Regreso al FC Basel
El 28 de noviembre de 2022, fue anunciado como el nuevo director deportivo de su antiguo club FC Basel a partir del 1 de enero de 2023. Un mes después, volvió a ocupar el puesto de entrenador del club hasta el final de la temporada, después de que el entrenador Alexander Frei fuera despedido el 7 de febrero de 2023.
En septiembre de 2023, luego del despido de Timo Schultz, fue confirmado nuevamente como entrenador interino del club.En su tercera etapa como entrenador, Vogel solo duró un mes ya que fue despedido el 31 de octubre de 2023, tras cuatro derrotas seguidas.

## Clubes

### Como entrenador
| Club                        | País     | Año       |
| --------------------------- | -------- | --------- |
| Bayern Múnich Júnior        | Alemania | 1998-2007 |
| FC Basel                    | Suiza    | 2011-2012 |
| Bayern Múnich sub-19        | Alemania | 2013-2015 |
| Bayern Múnich II            | Alemania | 2015-2017 |
| Sturm Graz                  | Austria  | 2018      |
| KFC Uerdingen 05            | Alemania | 2019      |
| Borussia Mönchengladbach II | Alemania | 2020-2022 |
| FC Basel (interino)         | Suiza    | 2023      |

## Palmarés

### Como entrenador

#### Campeonatos nacionales
| Título             | Club       | País    | Año     |
| ------------------ | ---------- | ------- | ------- |
| Superliga de Suiza | FC Basel   | Suiza   | 2011-12 |
| Copa de Suiza      | FC Basel   | Suiza   | 2011-12 |
| Copa de Austria    | Sturm Graz | Austria | 2017-18 |